# Bedford College

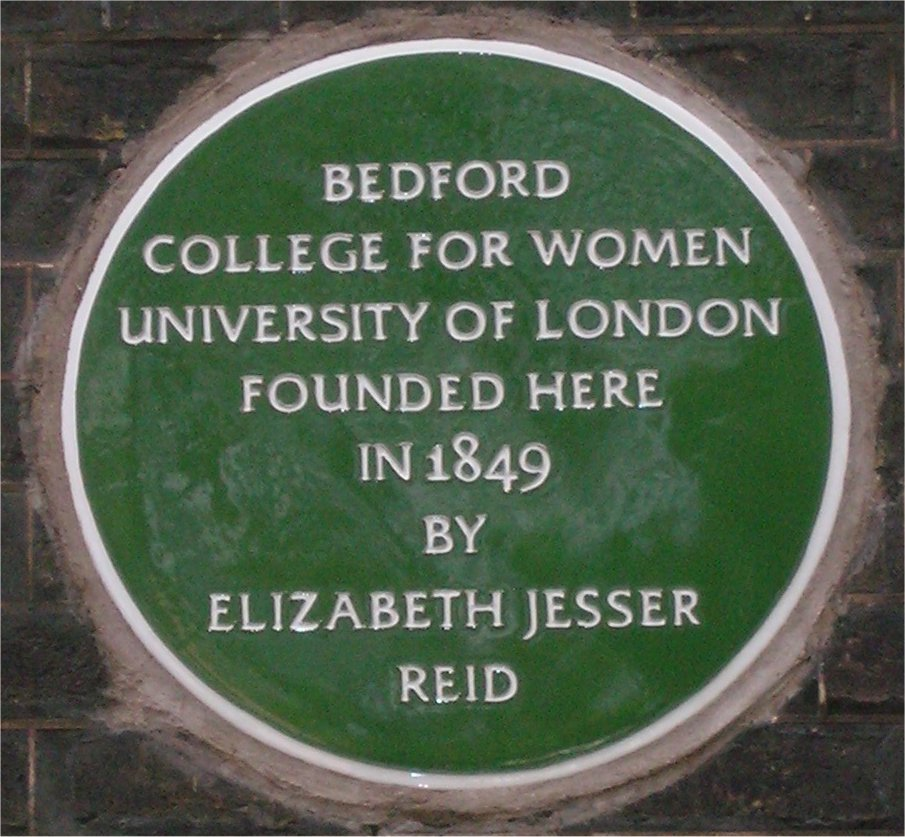

Das Bedford College war ein College der University of London, gelegen am Bedford Square. Es wurde 1849 von Elizabeth Jesser Reid unter dem Namen Ladies’ College Bedford Square gegründet.
Es war als liberales Frauencollege ohne Konfessionszwang die erste höhere Bildungseinrichtung dieser Art in Großbritannien. 1877 erhielt Bedford College die Genehmigung, Vorexamen durchzuführen und damit ab dem Jahr darauf Hochschulzulassungen zur Londoner Universität zu vergeben. Das College wurde 1900 in die University of London aufgenommen. Erst 1965 nahm es zum ersten Mal männliche Studierende auf.
1985 wurde das Bedford College mit dem Royal Holloway College vereinigt. Das vereinigte College heißt seitdem offiziell Royal Holloway and Bedford New College, tritt aber in der Öffentlichkeit unter dem Namen Royal Holloway, University of London auf.

## Persönlichkeiten

### Dozenten
- Alice Lee (1858–1939), britische Mathematikerin und Hochschullehrerin; eine der ersten Frauen, die 1884 ihren Abschluss an der Universität London erhielt

### Absolventen
- Annette Beveridge (1842–1929), Orientalistin
- Janet Backhouse (1938–2004), britische Bibliothekskuratorin und Kunsthistorikerin
- Kerstin Hesselgren (1872–1962), schwedische Politikerin und Sozialarbeiterin
- Alice Lee (1858–1939), britische Mathematikerin und Hochschullehrerin
- Elizabeth Williams (1895–1986), britische Mathematikerin, Pädagogin und Hochschullehrerin
- Louise Doris Adams (1889–1965), Präsidentin der  Mathematical Association